# Kryzys szkolny w Manitobie
Kryzys szkolny w Manitobie (ang. Manitoba Schools Question) – kontrowersja na temat używania języka francuskiego w szkołach w Manitobie jak i finansowania katolickiego systemu oświaty z funduszy publicznych.
Zgodnie z Ustawą o Manitobie w prowincji tej obowiązywały dwa równouprawnione języki – angielski i francuski. Ten stan rzeczy odzwierciedlał się także w systemie szkolnym. Szkoły francuskie, niemal wyłącznie katolickie, na równi z publicznymi finansowane były z publicznych funduszy. System ten stał się anachronizmem, gdy wskutek zmian demograficznych frankofońska ludność stała się mało znaczącą mniejszością. Wobec napływu rzesz emigrantów z Europy, dalsze utożsamianie katolickości z francuskojęzycznością przestało mieć poparcie w faktach demograficznych i kulturowych. W 1889 lokalny polityk D’Alton McCarthy założył stowarzyszenie Equal Rights Association mające na celu równouprawnienie. Według niego zasady równouprawnienia zostały naruszone poprzez przyznawanie zdecydowanej mniejszości specjalnych praw.
Zwolennikiem tak pojętej równości był także Joseph Martin – Minister Sprawiedliwości w rządzie prowincjonalnym. Pod jego wpływem w 1890 uchwalono nową Ustawę o Szkołach w Manitobie – Manitoba School Act, likwidując dwujęzyczność i zaprzestając finansowania szkół katolickich, mimo że stało to w sprzeczności z Ustawą o Manitobie z 1870 roku.
Petycja wysunięta przez biskupów skierowała ustawę do Sądu Najwyższego Manitoby, który ją podtrzymał. Sąd Najwyższy Kanady, w którym ta decyzja została zaskarżona, stanął na stanowisku niekonstytucyjności nowej ustawy i stanął po stronie oryginalnej ustawy o dwujęzyczności. Orzeczenie Sądu Najwyższego zostało jednak odrzucone przez radę królewską w Londynie. Po tym orzeczeniu sprawa wróciła w ręce Premiera Kanady. Zgodnie z Ustawie o Ameryce Brytyjskiej Premier ciągle mógł odrzucić orzeczenie rady królewskiej i pozostać przy werdykcie Kanadyjskiego Sądu Najwyższego. Premier jednak pod wpływem protestanckiego otoczenia jak i ultrakonserwatywnego Zakonu Pomarańczowego został przy oryginalnych decyzjach likwidując dwujęzyczność.
Decyzje roku 1891 nie zakończyły kryzysu. Sprawa wracała jeszcze wielokrotnie. Ostatecznie w 1896 premier Mackenzie Bowell postanowił utworzyć dwa rozdzielne wydziały oświaty dla szkół publicznych i katolickich.
Decyzja Bowell’a spotkała się z wielkim niezadowoleniem w Partii Konserwatywnej i doprowadziła do usunięcia go z pozycji lidera. Zastąpił go Charles Tupper, który odwrócił decyzję Bowella w sprawie oddzielnych wydziałów oświaty. Tupper po sześciomiesięcznym okresie sprawowania władzy przegrał wybory, otwierając drogę do władzy liberałom.
Nowy premier – Wilfrid Laurier zadbał o kompromisowe rozwiązanie kryzysu. Według tego nauczanie religii oraz języka francuskiego miało być dozwolone w szkołach w zależności od ilości katolickich i frankofońskich uczniów w danej szkole. Przywrócił też katolicki wydział oświaty, jednakże nie zapewniając mu finansowania ze źródeł publicznych. Dla wielu katolików, a przede wszystkim frankofonów, rozwiązanie było nie do akceptowania.
Apelowano nawet do papieża Leona XIII, który potwierdził, że system wprowadzony przez Lauriera odpowiada oczekiwaniom Kościoła. Ta decyzja ostatecznie zażegnała kryzys.